# Dendrophylax porrectus
Dendrophylax porrectus là một loài thực vật có hoa trong họ Lan. Loài này được (Rchb.f.) Carlsward & Whitten mô tả khoa học đầu tiên năm 2003.